# مايتلاند
مايتلاند هي مدينة تقع في منطقة وادي هانتر السفلى في نيو ساوث ويلز، أستراليا. تقع على نهر هانتر على بعد حوالي 166 كيلومترًا (103 ميل) عن طريق البر شمال سيدني و 35 كم (22) ميل) شمال غرب نيوكاسل. عدد سكانها حوالي 87330 نسمة.

## التاريخ
يعود تاريخ مايتلاند إلى أوائل القرن التاسع عشر عندما وصل المستوطنون الأوروبيون إلى المنطقة. منحت الأرض في ذلك الوقت لشركة الزراعة الأسترالية، التي أقامت مقرا أساسيا لعملياتها. تأسست المدينة رسميا في عام 1820م وسميت على اسم السير جورج مايتلاند، نائب الحاكم السابق لنيو ساوث ويلز.
خلال القرن التاسع عشر، شهدت مايتلاند نموا وتطورا ملحوظا، مع تشييد العديد من المباني الهامة، بما في ذلك مايتلاند جول في عام 1848م. لعبت المدينة أيضا دورا مهما في تطوير صناعة الفحم الأسترالية، حيث توجد العديد من المناجم في المنطقة المحيطة.
اليوم، مايتلاند هي مدينة مزدهرة ذات تاريخ غني ومجموعة من المعالم الثقافية، بما في ذلك معرض مايتلاند الإقليمي للفنون وممشى مايتلاند التراثي. تم الحفاظ على المباني التراثية والعمارة في المدينة جيدا، مما يوفر للزوار لمحة عن ماضي مايتلاند.